# Cezary Owiżyc
Cezary Owiżyc (ur. 1 stycznia 1966 w Gorzowie Wielkopolskim) – polski żużlowiec.
Licencję żużlową zdobył w 1983 roku. W rozgrywkach ligowych zadebiutował 24 czerwca 1984 roku w meczu Stali rozgrywanym w Gorzowie Wielkopolskim przeciwko Kolejarzowi Opole. Reprezentował kluby Stali Gorzów Wielkopolski (1984–1990), Poloneza Poznań (1991) Yawalu Częstochowa (1992), Polonii Piła (1993–1994), JAG Speedway Łódź (1995–1996) oraz OTŻ Opole (1997). Jest dwukrotnym medalistą Drużynowych Mistrzostw Polski: srebrnym (1984) i brązowym (1987). Oprócz tego trzykrotnie zdobywał złote medale Młodzieżowych Mistrzostw Polski Par Klubowych (1985, 1986, 1987), jak również medal złoty (1986), srebrny (1987) i brązowy (1985) Młodzieżowych Drużynowych Mistrzostw Polski.
W 1987 r. zajął XII m. w rozegranym w Zielonej Górze finale Indywidualnych Mistrzostw Świata, zajął również II m. w końcowej klasyfikacji turnieju o "Srebrny Kask". Był czterokrotnym finalistą Młodzieżowych Indywidualnych Mistrzostw Polski (najlepszy wynik: Lublin 1985 – V m.). W 1987 r. zajął IX m. w turnieju o "Złoty Kask", natomiast w 1988 r. jedyny raz w karierze uczestniczył w finale Indywidualnych Mistrzostw Polski, zajmując w Lesznie X miejsce.
Teraz Cezary Owiżyc zamieszkuje w Finlandii z żoną Wiolettą i synami Jonathanem i Konradem, Cezary ma także dzieci w Szwecji, Dawida i Joannę.